# مسیر بابانوئل
مسیر بابانوئل (به انگلیسی: Santa Claus Lane) آلبوم استودیویی، هیلاری داف خواننده آمریکایی است که در ۱۵ اکتبر ۲۰۰۲ منتشر شد در این آلبوم ۱۰ آهنگ به مدت ۳۳ دقیقه گردآوری‌شده است
| نام                           | نام انگلیسی                    | شمارهٔ آهنگ | مدت زمان |
| ----------------------------- | ------------------------------ | ---------- | -------- |
| کریسمس باید چگونه باشد        | What christmas should be       | ۱          | ۳:۱۰     |
| راه بابانوئل                  | Santa clause lane              | ۲          | ۲:۴۴     |
| بابانوئل قرار است بیاید شهر   | Santa clause is coming to town | ۳          | ۳:۳۶     |
| من بابانوئل را از رادیو شنیدم | I heard Santa on the radio     | ۴          | ۴:۰۲     |
| راک زنگوله‌ها                  | Jingle bell rock               | ۵          | ۲:۴۷     |
| وقتی برف می‌ریزد               | When the snow comes down       | ۶          | ۳:۱۸     |
| سورتمه سواری                  | Sleigh ride                    | ۷          | ۳:۰۴     |
| برایم قصه‌ای بگو               | Tell me a story                | ۸          | ۳:۴۰     |
| کریسمس پارسال                 | Last christmas                 | ۹          | ۴:۱۱     |
| همان کریسمس همیشگی            | Same old christmas             | ۱۰         | ۳:۱۷     |
| کریسمسی خوش و خرم             | Wonderful christmastime        | ۱۱         | ۲:۵۳     |